# Ahmad Maher Wridat
Ahmad Maher Wridat (22 luglio 1991) è un calciatore palestinese, centrocampista dello Shabab Al-Thahrea e della Nazionale palestinese.

## Carriera

### Nazionale
Ha esordito in Nazionale nel 2011.